# Општина Марзанешти (Телеорман)
Марзанешти (рум. Mârzãneşti) општина је у Румунији у округу Телеорман.
Oпштина се налази на надморској висини од 33 m.